# 伊尔蒂斯兵营
36°03′33.3″N 120°20′56.4″E / 36.059250°N 120.349000°E
伊尔蒂斯兵营（德語：Iltis-Kaserne），旧址位于中国山东省青岛市市南区香港西路2号，是驻青德军于1899年在青岛市太平山南侧建设的一所兵营，也是德军在青岛修建的第一所永久性兵营。。
现为全国文物保护单位青岛德国建筑群的一部分。

## 历史沿革

### 德租时期

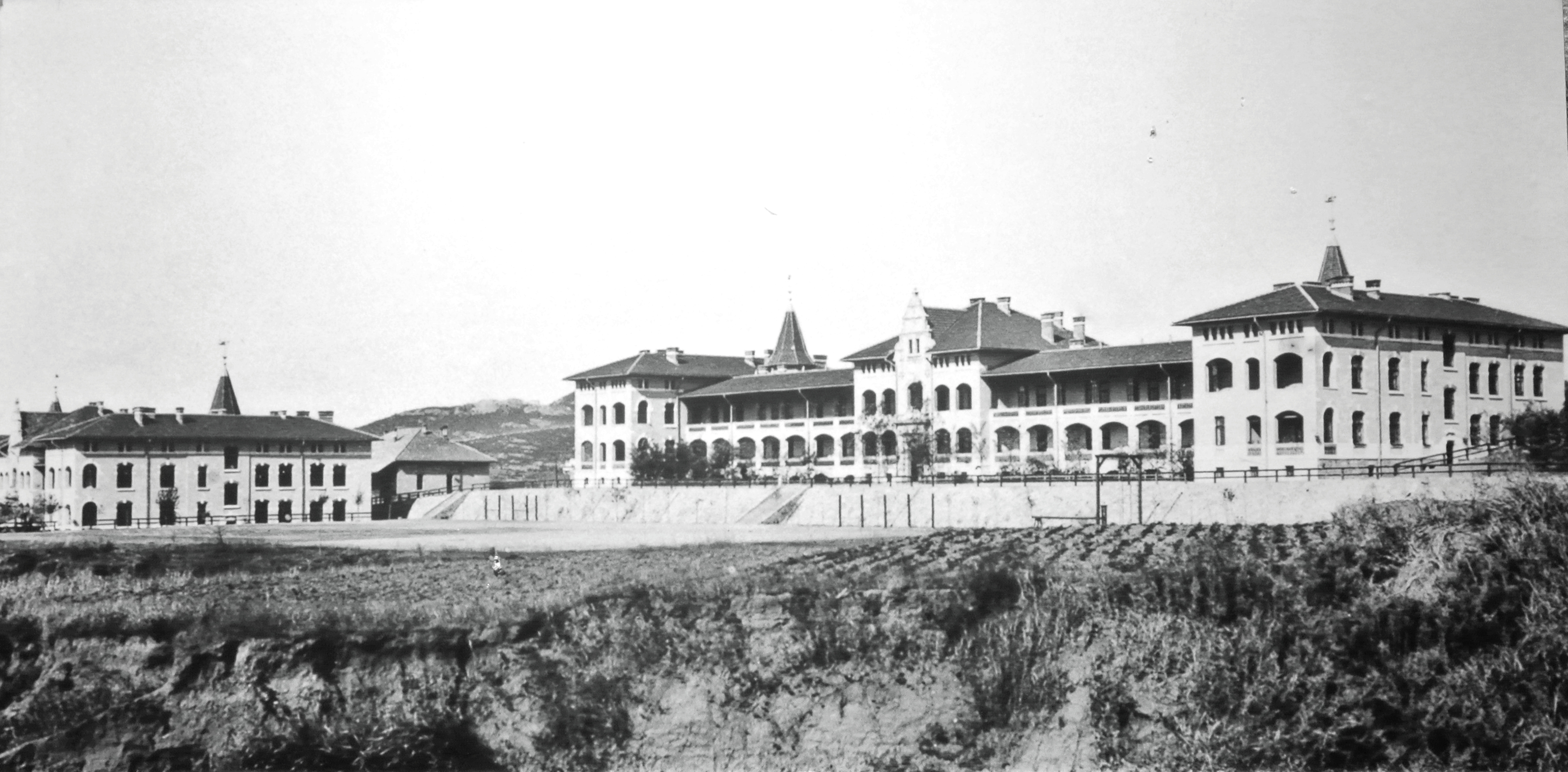
德租时期的兵营营房

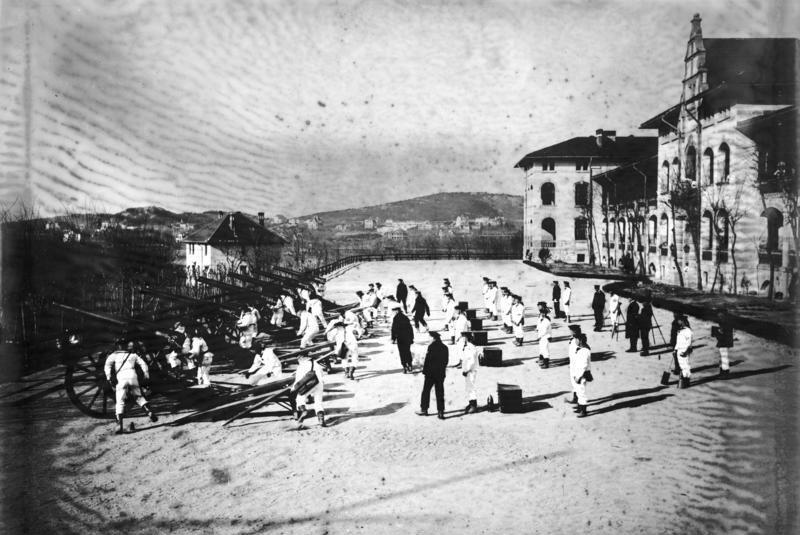
营房前的德军炮兵

1897年11月德军占领青岛后，共700多名海军士兵暂时驻扎在原清军的六座营房和总兵衙门内。1898年1月26日，又一批卫戍部队随达姆施塔特号蒸汽船到达青岛，并于同年6月13日组成海军第三营（III. Seebataillon）。为改善居住环境，德国当局对这些营房进行了临时性的修缮，包括建设排水工程、安装路灯、建设新的临时营房等。然而修缮旧营房花费较大，长远来看不合算，且旧营房不符合卫生标准。新营房的建设由此提上日程。1899年夏，斑疹伤寒和回归热疫情在青岛爆发，导致29名德军士兵死亡，这更使建设新营房的计划迫在眉睫。
1899年10月，当局开始在伊尔蒂斯山（Iltis-Berg，今太平山）南坡、邻近靶场（Schießstand）及海水浴场（Badestrand）的位置建设新营房，第一期工程于1901年4月完工。兵营的自来水与排水设施也于随后开始施工，排水设施与奥古斯特-维多利亚海湾（Auguste-Viktoria-Bucht，今汇泉湾）周边的排水系统相连接，下水陶管达3212米。在兵营的东南侧又建设了一座约9000平方米的练兵场（Exerzier Platz），四周环绕跑马道。整个兵营的设计者是海军第三营工兵上尉兼要塞工程局（Fortifikation）局长穆勒上尉（Hauptmann Müller），政府建筑师拉菲尔特（Raffelt）负责工程监管，工程耗资95万金马克。
兵营建成后，用于安置海军第三营的指挥部及二连、四连两个连队。1906年，俾斯麦兵营（Bismarck-Kaserne）初步建成后，第三营指挥部及部分部队移至俾斯麦兵营驻扎，胶澳海军炮兵分队（Matrosenartillerie Abteilung Kiautschou）进驻伊尔蒂斯兵营。1908-1909年度的《胶澳租借地发展备忘录》记载道，兵营附近自1909年9月起建设了一座枪械制造厂。

### 第一次日据时期

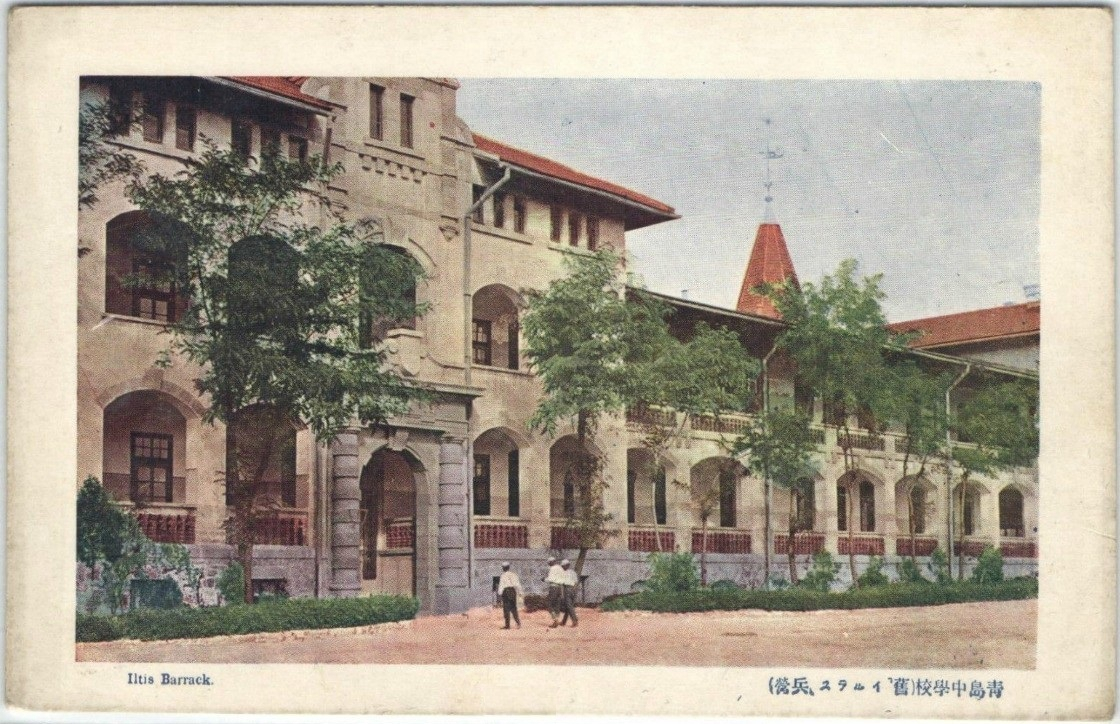
作为中学校舍使用的II号营房

1914年11月，日军占领青岛，伊尔蒂斯山改名为旭山，兵营也被改名为旭兵营。根据日军占领后不久出版的《日独战役青岛名所写真帖》记载，驻扎在这里的是日军重炮兵第二大队和独立工兵队。1917年2月21日青岛军政署发布军政告示第11号，决定在在旭兵营设立青岛中学校。3月末，在II号营房举行入学考试，4月4日开学，暂借兵营西半部分（即II号营房及周边几座附属建筑）作为校舍。7月5日，日本中学校成为日本文部省在外指定学校，时有学生110人，日籍教职员工28人。1921年6月21日，日本中学新校舍建成，学校于6月末至7月迁走。

### 青岛回归后，作为校舍使用
1922年12月，北洋政府正式收回青岛主权。日军撤出兵营。该年9月，胶澳商埠督办公署在兵营筹办胶澳商埠公立职业学校，王在密出任校长。这是青岛接收后第一个官办学校，也是本地第一所由中国人创办的职业商工学校。学校开办费1.05万元，常年经费2.3万元，设农工商3科，实际仅招收了商科学生4个班，其中有初级2个班，补习生1个班，计150余人。翌年，又招收了初级生39人。商埠职业学校皆为男生，有教员和职员16人。1923年秋，在青岛进行秘密活动的邓恩铭曾经在这里召集了8名学生开会，酝酿建立青年组织。
山东各地士绅于1924年2月筹资开办的私立胶澳中学于该年10月自登州路旧校舍（原德军毛奇兵营）迁至此处。1926年，学校因经费困难改为公办，改名胶澳商埠公立中学校。作家王统照于1927年迁居青岛后曾在此任国文教师。1929年，学校又改称青岛特别市市立中学校。

### 1938年后，恢复军事用途
1938年1月，日军再次占领青岛。日军占用市立中学校舍作为兵营，学校于4月被迫迁往西镇，几经辗转演变，最终成为今日的青岛一中。1945年日本投降后，美国海军陆战队第六师进驻青岛，原伊尔蒂斯兵营先后成为美海军陆战队第六师第六坦克营（No.6 Tank Battalion）与国军青年军的兵营。
1949年6月，解放军进驻青岛后，该兵营延续了军事用途。1950年8月24日组建的解放军海军炮兵学校曾设于此处，直至1952年9月迁往烟台。1952年9月，海军联合学校校部及第一分校自南京迁至此处，后先后改名为第二海军学校、第五海军学校。1957年9月27日，解放军海军在第五海军学校与第三海军学校的基础上成立海军高级专科学校，设于伊尔蒂斯兵营旧址，1960年改名海军高级学校，1963年改为海军政治学校，1969年2月撤销。此后，伊尔蒂斯兵营旧址改为海军北海舰队司令部的驻地，直至今日。

## 建筑特色
初建时的伊尔蒂斯兵营由两座“工”字形大营房及大约10栋附属建筑组成。两座主营房设计相同，大致坐北朝南，正立面面朝东南，共两层，屋顶为坡屋顶阁楼，屋顶最初为瓦楞铁皮屋顶，后改铺矩形红瓦，同时设有地下室，花岗岩碎石砌墙基，正立面同时出现了砖石砌成和木材支撑的敞廊，墙面以花岗岩石块和红砖交替装饰。主入口位于正立面中轴线处，其上方的檐口起山花，北立面东西两端各有一尖顶塔楼自屋顶突出，坡屋顶较为平缓，大大伸出墙体。其他附属建筑多为平房，建筑风格与大营房相一致。德国学者托尔斯腾·华纳（Torsten Warner）认为兵营建筑具有典型的南欧建筑风格。
兵营的每座营房可容纳一名尉官，若干士官，以及一个连的士兵，每间营房60平方米，可容纳10名士兵居住，这要比德国国内的标准大出二分之一。房间都设在设有明廊的南面，北面则被长长的走廊隔开。除了营房，还设有两座附属建筑，内设食堂、士兵厨房、军官厨房以及其他必要的后勤保障房屋。
营地内的护坡、人行道和通道，全用石块及混凝土砌造，主要通道可行汽车。兵营的下水系统和整个奥古斯特-维多利亚海湾一带的排水设施是连接的，陆续安装的下水陶管长达3212米。仿效督署医院的经验，兵营在后面的高地上建造了一个调节蓄水器。蓄水器是由混凝土制成的水箱，大部分嵌在山岩中。
根据1924年7月考入私立胶澳中学的刘君雅的回忆，迁至原伊尔蒂斯兵营的胶澳中学，西邻第一公园（今青岛中山公园），靠近八大关，面临海滨，风景优美，空气颇好。校园极大，分为两院，一院为教学及办公大楼，二院为学生宿舍、礼堂、图书馆、健身社和教职员工大楼。还附设有学生实习工厂，有小型的制皂、制革、油漆、化学工艺、木工等工厂；还有物理、化学、生物、史地、音乐、美术等实验室和仪器标本室等。同时还设有400米跑道的大操场，有一个足球场、两个网球场、四个篮球场、两个排球场、一个器械场。
- 校舍后视图，摄自太平山
- 校门
- 校门附近
- 教学楼
- 寝室
- 教职员宿舍
- 礼堂
- 教职员健身社
- 酿造及油漆厂
- 制皂及制革厂

兵营营房的大部分建筑均保存至2000年，2001年后，许多原附属建筑陆续被拆除。其中， II号营房南侧和北侧的几栋平房于2001年至2003年间拆除，I号营房北侧的附属建筑于2004年拆除，II号营房北侧的附属建筑也经历过扩建。现仅剩两座大营房和II号营房北侧、西南侧、西侧（靠近兵营西门）的三栋附属建筑。现存所有建筑原有的红瓦曾于2005年7月后换成金黄色瓦片，这也使得该建筑群在俯瞰图和卫星地图上极为显眼。

## 督署洗衣房

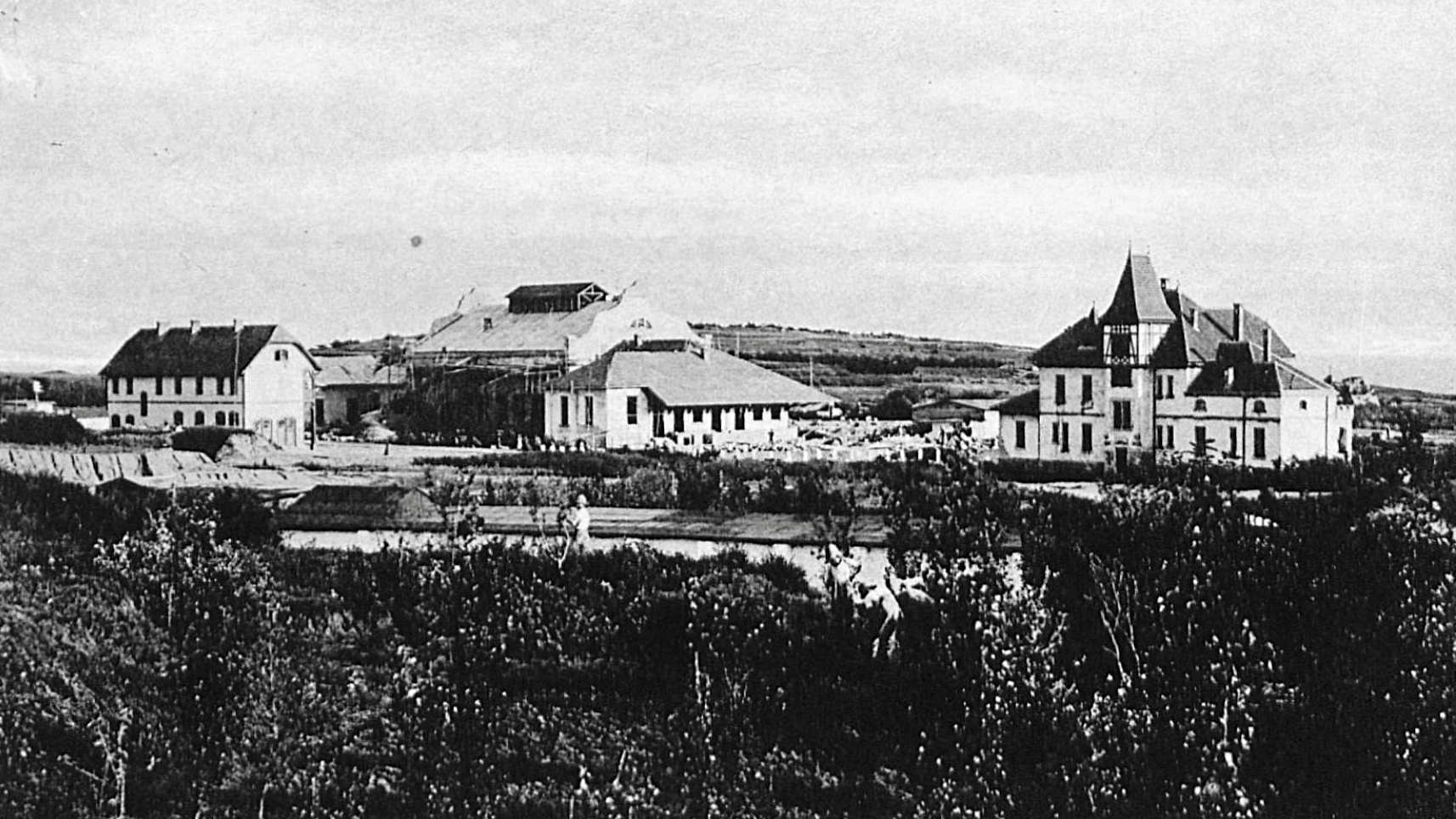
督署洗衣房，1904年主体建筑完成时

督署洗衣房（Gouvernements-Waschanstalt）又称卫戍区洗衣房（Garnison-Waschanstalt），是伊尔蒂斯兵营东侧的一座建筑群，位于今佛涛路鹊山路路口西侧，其地址与伊尔蒂斯兵营旧址如今同属一个大院。
有关该建筑群的记载较少，大部分为政府公文。其中，1901-1902年度的《胶澳租借地发展备忘录》提到这座安装蒸汽洗涤设施的洗衣房，作为租借地卫生设施的一部分，将提上日程。下一年度的备忘录则记载该工程的招标已于1903年9月开始，各项工程已开工建设。1903-1904年度的《胶澳租借地发展备忘录》提到该建筑群已主体完工，该年冬季便可开始安装机械设备，至1905年3月至6月有望投入使用。该年度备忘录附录中也提供了建筑群的照片。
1930年代时洗衣房建筑群曾为日本东洋洗衣公司（東洋ランドリー社）所使用。该建筑群现处于军事管理区内。

## 图集
- 刚刚建成（或即将建成）时的兵营西侧，彼时尚为瓦楞铁皮屋顶
- 营房后视图
- 兵营与南侧的汇泉湾
- 营房，明信片
- 西侧，明信片
- 营房后侧，第一次日据时期明信片
- 《日独战役青岛名所写真帖》中的营房照片
- 日据时期的营房近景